# 後藤田遊子
後藤田 遊子（ごとうだ ゆうこ）は日本の言語学者、文化人類学者。北陸学院短期大学教授。

## 経歴
福岡県出身。西南学院大学卒業。文化人類学専門。主に南太平洋のフィジーにおける英語の使用状況を文化的な側面から調べている。フィジーは公用語は英語だが、フィジー語やヒンディー語も用いられる。このような多言語社会に至った背景を調査するため、現地に何度も足を運び、住民と生活を共にしながら研究を進めている。2004年12月のスマトラ沖地震の際もフィジーに滞在していた。